# Matthias Davids
Matthias Davids (* 19. Juli 1962 in Münster) ist ein deutscher Regisseur, der vor allem durch seine Musical-Inszenierungen bekannt geworden ist. Seit Dezember 2012 hat er die künstlerische Leitung der neu eingerichteten Musicalsparte am Landestheater Linz inne.

## Leben
Davids studierte an der Westfälischen Wilhelms-Universität in Münster Musikwissenschaften, Germanistik und Sprecherziehung. Er lebt in Linz/Österreich und in Ermioni/Griechenland.
Er spielte Hauptrollen in Musiktheaterproduktionen, unter anderem die Titelrolle in Jesus Christ Superstar, Action in West Side Story und Vince Fontaine in Grease, ehe er sich dem Regiefach zuwandte. Er hat unter anderem in Düsseldorf, Köln, Hannover, Mannheim, Graz, Zürich, Athen, Oslo, Wien, Berlin, Nürnberg, München u. v. a. über achtzig Opern, Musicals und Schauspiele inszeniert. 
Ab 2012 baute Matthias Davids als Leiter die neue Musicalsparte am Landestheater Linz auf. Mit der österreichischen Erstaufführung von Die Hexen von Eastwick im neu erbauten Musiktheater Linz wurde die Sparte eröffnet. Die deutschsprachige Erstaufführung von Ghost – Nachricht von Sam am Musiktheater Linz wurde von Stage Entertainment koproduziert und lief ein Jahr ensuite am Berliner Stage Theater des Westens und danach vier Monate am Hamburger Operettenhaus und sechs Monate am Stuttgarter Palladium Theater.

## Ehrungen und Auszeichnungen
- 2023: Craig-Simmons-Preis für herausragende Verdienste um das Genre Musical beim Deutschen Musical Theater Preis
- 2021: Broadway World Award Beste Regie für Piaf und Bestes Musical Wie im Himmel, beide am Musiktheater Linz
- 2021: Österreichischer Musiktheaterpreis Beste Gesamtproduktion Operette für König Karotte von Jacques Offenbach an der Volksoper Wien
- 2019: GFO Wanderpreis Beste Neuinszenierung für König Karotte von Jacques Offenbach an der Staatsoper Hannover
- 2018: Operetten-Frosch November 2018 des Bayerischen Rundfunks für König Karotte von Jacques Offenbach an der Staatsoper Hannover
- 2018: Österreichischer Musiktheaterpreis Beste Gesamtproduktion Musical für In 80 Tagen um die Welt oder Wie viele Opern passen in ein Musical? von Gisle Kverndokk und Øystein Wiik am Musiktheater Linz
- 2018: GFO Wanderpreis Beste Neuinszenierung für West Side Story an der Staatsoper Hannover.
- 2017: Deutscher Musical Theater Preis für In 80 Tagen um die Welt oder Wie viele Opern passen in ein Musical? von Gisle Kverndokk und Øystein Wiik am Musiktheater Linz
- 2016: GFO Wanderpreis Beste Neuinszenierung für Candide (Musical) an der Staatsoper Hannover.
- 2013: Österreichischer Musiktheaterpreis Beste Gesamtproduktion für Sweeney Todd an der Volksoper Wien.
- 2010: GFO Wanderpreis Beste Neuinszenierung für Il viaggio a Reims an der Staatsoper Hannover.

## Inszenierungen
| Jahr    | Titel                                                                    | Theater                                                  | Besonderes                                                               |
| ------- | ------------------------------------------------------------------------ | -------------------------------------------------------- | ------------------------------------------------------------------------ |
| 1994    | Rocky Horror Show                                                        | Saarbrücken, Saarländisches Staatstheater                |                                                                          |
| 1995    | West Side Story                                                          | Mannheim, Nationaltheater                                |                                                                          |
| 1996    | Sweeney Todd                                                             | Münster, Städtische Bühnen                               |                                                                          |
| 1996    | Grease                                                                   | Düsseldorf, Capitol                                      | Co-Regie                                                                 |
| 1997    | Aufstieg und Fall der Stadt Mahagonny                                    | Mannheim, Nationaltheater                                |                                                                          |
| 1997    | Figaros Hochzeit                                                         | Münster, Städtische Bühnen                               |                                                                          |
| 1998    | Orpheus in der Unterwelt                                                 | Linz, Landestheater                                      |                                                                          |
| 1998    | Rocky Horror Show                                                        | Düsseldorf, Capitol                                      |                                                                          |
| 1998    | Die Schöne und das Biest                                                 | Tournee BB Promotion                                     |                                                                          |
| 1999    | Saturday Night Fever                                                     | Köln, Musical Dome                                       | Deutschsprachige Erstaufführung                                          |
| 1999    | Sweeney Todd                                                             | Mannheim, Nationaltheater                                |                                                                          |
| 2000    | The Life                                                                 | Kassel, Staatstheater                                    | Europäische Erstaufführung                                               |
| 2000    | La Bohème                                                                | Linz, Landestheater                                      |                                                                          |
| 2001    | West Side Story                                                          | Linz, Landestheater                                      |                                                                          |
| 2002    | Chess                                                                    | Kassel, Staatstheater                                    | Deutschsprachige Erstaufführung                                          |
| 2002    | Deep                                                                     | Zürich, Maag Music Hall                                  | Uraufführung                                                             |
| 2002    | West Side Story                                                          | Athen, Herodes-Attikus-Amphitheater                      |                                                                          |
| 2002    | Crazy for You                                                            | Gelsenkirchen, Musiktheater im Revier                    |                                                                          |
| 2003    | Miss Saigon                                                              | St. Gallen, Theater                                      | Schweizer Erstaufführung                                                 |
| 2003    | Crazy for You                                                            | Linz, Landestheater                                      |                                                                          |
| 2003    | Anatevka                                                                 | Wien, Volksoper                                          |                                                                          |
| 2003    | Frendelaus (Heimatlos)                                                   | Oslo, Det Norske Teatret                                 | Uraufführung                                                             |
| 2004    | nullvier – Keiner kommt an Gott vorbei                                   | Gelsenkirchen, Musiktheater im Revier                    | Uraufführung                                                             |
| 2004    | Crazy for You                                                            | Mannheim, Nationaltheater                                |                                                                          |
| 2004    | Hexen (Revue)                                                            | Berlin, Friedrichstadtpalast                             | Uraufführung                                                             |
| 2004    | Piaf                                                                     | Oslo, Det Norske Teatret                                 |                                                                          |
| 2004    | Die unendliche Geschichte (Oper)                                         | Linz, Landestheater                                      | Österreichische Erstaufführung                                           |
| 2005    | Dracula (Frank Wildhorn)                                                 | St. Gallen, Theater                                      | Europäische und Deutschsprachige Erstaufführung                          |
| 2005    | Crazy for You                                                            | Grazer Oper                                              |                                                                          |
| 2006    | Of Thee I Sing (George Gershwin)                                         | Linz, Landestheater                                      | Europäische und Deutschsprachige Erstaufführung                          |
| 2006    | Marilyn                                                                  | München, Staatstheater am Gärtnerplatz                   | Uraufführung                                                             |
| 2006    | Crazy for You                                                            | Osnabrück, Theater                                       |                                                                          |
| 2006    | Schöne Neue Welt                                                         | Berlin, Grips-Theater                                    | Uraufführung                                                             |
| 2006    | Der Mann von La Mancha                                                   | Nürnberg, Staatstheater                                  |                                                                          |
| 2007    | Les Misérables                                                           | St. Gallen, Theater                                      | Schweizer Erstaufführung                                                 |
| 2007    | Im Weißen Rössl                                                          | Hannover, Staatsoper                                     |                                                                          |
| 2007    | Strike Up the Band (George Gershwin)                                     | Gelsenkirchen, Musiktheater im Revier                    | Deutschsprachige Erstaufführung                                          |
| 2008    | Hairspray                                                                | St. Gallen, Theater                                      | Deutschsprachige Erstaufführung                                          |
| 2008    | Grand Hotel                                                              | Osnabrück, Theater                                       | Erstaufführung der Neuübersetzung                                        |
| 2008    | Martin L. – Das Musical                                                  | Erfurt, Domstufenfestspiele                              | Uraufführung                                                             |
| 2008    | Guys and Dolls                                                           | Hannover, Staatsoper                                     |                                                                          |
| 2008    | La Calisto                                                               | Linz, Landestheater                                      |                                                                          |
| 2009-11 | West Side Story                                                          | Bad Hersfelder Festspiele                                |                                                                          |
| 2009    | South Pacific                                                            | Kassel, Staatstheater                                    |                                                                          |
| 2009    | Der Mann von La Mancha                                                   | St. Gallen, Theater                                      |                                                                          |
| 2010    | Il viaggio a Reims                                                       | Hannover, Staatsoper                                     |                                                                          |
| 2010    | Evita                                                                    | Magdeburg, Domplatz, (Produktion des Theaters Magdeburg) |                                                                          |
| 2010    | Into the Woods                                                           | Kassel, Staatstheater                                    |                                                                          |
| 2011    | Miss Saigon                                                              | Klagenfurt, Theater                                      | Österreichische Erstaufführung                                           |
| 2011    | Das schlaue Füchslein                                                    | Linz, Landestheater                                      |                                                                          |
| 2011    | Frühlings Erwachen                                                       | München, Deutsches Theater                               | Deutsche Erstaufführung                                                  |
| 2011    | Lady in the Dark                                                         | Hannover, Staatsoper                                     | Erstaufführung der Neuübersetzung                                        |
| 2011    | Die lustige Witwe                                                        | Dortmund, Theater                                        |                                                                          |
| 2012    | Gigi                                                                     | Grazer Oper                                              |                                                                          |
| 2012    | Les Misérables                                                           | Tromsø, Hålogaland Teater                                |                                                                          |
| 2012    | Ali Baba und die 40 Räuber (Oper)                                        | Berlin, Komische Oper                                    | Uraufführung                                                             |
| 2013    | Die Hexen von Eastwick                                                   | Linz, Großer Saal Musiktheater                           | Österreichische Erstaufführung                                           |
| 2013    | Seven in Heaven                                                          | Linz, BlackBox Lounge Musiktheater                       | Musicalgala                                                              |
| 2013    | Sweeney Todd                                                             | Wien, Volksoper                                          |                                                                          |
| 2013    | Carousel                                                                 | Grazer Oper                                              |                                                                          |
| 2014    | Next to Normal                                                           | Linz, Schauspielhaus des Landestheaters                  | Österreichische Erstaufführung                                           |
| 2014    | Show Boat                                                                | Linz, Großer Saal Musiktheater                           | Erstaufführung der Neuübersetzung                                        |
| 2014    | Les Misérables                                                           | Linz, Großer Saal Musiktheater                           |                                                                          |
| 2014    | How to Succeed in Business Without Really Trying                         | Hannover, Staatsoper                                     | Erstaufführung der Neuübersetzung                                        |
| 2015    | Company                                                                  | Linz, Arena Schauspielhaus des Landestheaters            |                                                                          |
| 2015    | Flashdance                                                               | St. Gallen, Theater                                      |                                                                          |
| 2015    | Candide                                                                  | Hannover, Staatsoper                                     |                                                                          |
| 2016    | McTeague – Gier nach Gold                                                | Linz, Großer Saal Musiktheater                           | Europäische Erstaufführung                                               |
| 2016    | Into the Woods                                                           | Linz, Großer Saal Musiktheater                           |                                                                          |
| 2016    | In 80 Tagen um die Welt oder Wie viele Opern passen in ein Musical?      | Linz, Großer Saal Musiktheater                           | Uraufführung                                                             |
| 2016    | Wonderful Town                                                           | Dresden, Staatsoperette                                  | Eröffnungsproduktion des neuen Hauses, Erstaufführung der Neuübersetzung |
| 2017    | How to Succeed in Business Without Really Trying                         | Wien, Volksoper                                          |                                                                          |
| 2017    | Ghost – Nachricht von Sam                                                | Linz, Großer Saal Musiktheater                           | Deutschsprachige Erstaufführung                                          |
| 2017    | On the Town                                                              | Linz, Großer Saal Musiktheater                           |                                                                          |
| 2017    | Hairspray                                                                | Linz, Großer Saal Musiktheater                           |                                                                          |
| 2017    | West Side Story                                                          | Hannover, Staatsoper                                     |                                                                          |
| 2017    | Ghost – Das Musical                                                      | Berlin, Stage Theater des Westens                        | Deutsche Erstaufführung                                                  |
| 2018    | Ghost – Das Musical                                                      | Hamburg, Stage Operettenhaus                             |                                                                          |
| 2018    | König Karotte (Le roi Carotte)                                           | Hannover, Staatsoper                                     | Erstaufführung der Neuübersetzung                                        |
| 2018    | Wonderful Town                                                           | Wien, Volksoper                                          |                                                                          |
| 2019    | Ragtime                                                                  | Linz, Großer Saal Musiktheater                           |                                                                          |
| 2019    | One Touch of Venus                                                       | Dresden, Staatsoperette                                  |                                                                          |
| 2019    | König Karotte (Le roi Carotte)                                           | Wien, Volksoper                                          |                                                                          |
| 2019    | Ghost – Das Musical                                                      | Stuttgart, Stage Palladium Theater                       |                                                                          |
| 2020    | Die spinnen, die Römer! (A Funny Thing Happened on the Way to the Forum) | Linz, Großer Saal Musiktheater                           | Erstaufführung der Neuübersetzung                                        |
| 2020    | Piaf                                                                     | Linz, Großer Saal Musiktheater                           | Deutschsprachige Erstaufführung der Donmar-Warehouse-Fassung             |
| 2021    | All We Have Is Now                                                       | Linz, Schlosspark Open Air, Landestheater Linz           | Musicalgala                                                              |
| 2021    | Lady in the Dark                                                         | Wien, Volksoper                                          |                                                                          |
| 2021    | Wie im Himmel                                                            | Linz, Großer Saal Musiktheater                           | Deutschsprachige Erstaufführung                                          |
| 2022    | Fanny und Alexander                                                      | Linz, Schauspielhaus des Landestheaters                  | Uraufführung                                                             |
| 2022    | Robin Hood                                                               | Fulda, Schlosstheater                                    | Uraufführung                                                             |
| 2022    | Anastasia                                                                | Linz, Großer Saal Musiktheater                           | Österreichische Erstaufführung                                           |
| 2023    | Natascha, Pierre und der Große Komet von 1812                            | Linz, Großer Saal Musiktheater                           | Deutschsprachige Erstaufführung                                          |
| 2023    | BÄM! - 10 Jahre Musicalensemble Linz                                     | Linz, Großer Saal Musiktheater                           | Musicalgala                                                              |
| 2023    | School of Rock                                                           | Linz, Großer Saal Musiktheater                           | Deutschsprachige Erstaufführung                                          |
| 2023    | Die Zauberflöte                                                          | Leipzig, Oper                                            |                                                                          |
| 2024    | Strike Up the Band                                                       | Linz, Großer Saal Musiktheater                           | Österreichische Erstaufführung                                           |
| 2024    | Mary Poppins                                                             | Thun, Thunerseespiele                                    | Schweizer Erstaufführung                                                 |
| 2024    | Something Rotten! - Hamlet oder Omelett, das ist die Frage               | Linz, Großer Saal Musiktheater                           | Deutschsprachige Erstaufführung                                          |
| 2025    | Die Meistersinger von Nürnberg                                           | Bayreuther Festspiele                                    |                                                                          |